# Lara Woltersová
Lara Ianthe Woltersová (* 12. dubna 1986 Amsterdam) je nizozemská politička. Je členkou středolevicové Strany práce.

## Život
V roce 2008 vystudovala práva a politologii na University College London. V rámci programu Erasmus navštěvovala Štrasburskou univerzitu a byla stážistkou v Evropském parlamentu. Postgraduálně studovala na Evropském kolegiu. Do roku 2016 pracovala ve firmě Norton Rose Fulbright, pak byla poradkyní nizozemských sociálních demokratů v EP.
Po volbách v roce 2019 se dostala do Evropského parlamentu jako náhradnice za Franse Timmermanse, který se vzdal mandátu. Patří do poslanecké skupiny Pokrokové spojenectví socialistů a demokratů. Působí ve výboru pro rozpočtovou kontrolu, ve výboru pro právní záležitosti a v delegaci pro vztahy s Čínou.
Zúčastnila se kontrolní mise europoslanců v otázce možného střetu zájmů českého premiéra Andreje Babiše. V květnu 2021 na půdě parlamentu prohlásila: „České úřady by měly vymáhat peníze z firem pana Babiše, Evropská komise musí jednat jako strážce právního státu a neměla by se zdráhat spustit mechanismus na ochranu rozpočtu.“